# Santa Blues
Santa Blues es el nombre del festival internacional de blues que se celebra en Santa Cruz de Tenerife y que se ha consolidado entre los amantes del blues de Canarias.
Está patrocinado por el Gobierno de Canarias, el Ayuntamiento de Santa Cruz de Tenerife y el Cabildo tinerfeño, y cuenta con la organización y supervisión técnica de la productora Makaron.
Transcurre durante el mes de junio, los jueves, viernes y sábados, y se presenta en más de un escenario. Además de las actuaciones se realizan paralelamente clínicas "masterclass" a cargo de los mismos artistas.
Su primera edición fue en 2005 y contó con las actuaciones de artistas de la talla de Tinsley Ellis y Lucky Peterson entre otros.
Para 2006 participaron Ike Turner y Nora Jean Bruso, y ya en 2007 el afán de superación llevó a conseguir la participación del mítico Buddy Guy al que acompañaron a lo largo del mes de junio los norteamericanos Zora Young, Albert Cummings y Popa Chubby. 
En todas las ediciones, estos artistas han estado teloneados por los mejores grupos canarios.

## Extracto de la programación del festival Santa Blues
1ª edición, año 2005: Ana Popovic, W. C Clark, Tinsley Ellis, Lucky Peterson, Orange Blues, Fran Ledesma Grupo, Eight Up, SinElefante, Kábala, 4 de octubre Band.
2ª edición, año 2006: Ike Turner, Nora Jean Bruso, Albie Donnelly Supercharge, Paul Lamb, Keith Dunn, Marcelo & Hot'n Blue, Joan Pau Cumellas, Zapping Group The Sugar Hill Band, United, BluesNews Band, Anosma, 4 de octubre Band, Los Celebros.
3ª edición, año 2007: Buddy Guy, Zora Young, Albert Cummings, Popa Chubby, Eliseo Lloreda Blue Project, BluesNews Band, Ykay Ledesma, La Iguana Blues Band, The Mahoney Soul Band, Mr. Hurricane, Santa Blues Pand, Big Band AM.
Ya se realizó la 4ª edición del año 2008 y contó con la presencia estelar de Robert Cray como cabeza de cartel, además de otros grupos locales y europeos.